# Loch Cuither
Loch Cuither är en sjö i Storbritannien. Den är belägen i kommunen Highland och riksdelen Skottland, i den nordvästra delen av landet, 800 km nordväst om huvudstaden London. Loch Cuither ligger 436 meter över havet. Den ligger på ön Skye. Trakten runt Loch Cuither består i huvudsak av gräsmarker.
Klimatet i området är tempererat. Årsmedeltemperaturen i trakten är 4 °C. Den varmaste månaden är juli, då medeltemperaturen är 10 °C, och den kallaste är mars, med 2 °C.